# 七美人花
七美人花，又稱魂花，是傳說中出現在台灣澎湖縣七美鄉的七美人塚旁、由七位自殺的女子靈魂變成的植物。

## 傳說
明朝年間，海盜襲擊大嶼劫掠。有七名女子在海盜的追趕下為保全自身貞潔而集體投井自盡；事後有人發現該井居然長出七棵樹，認為是那些女子的靈魂變成的。

## 外表與能力
七美人花的樹終年長青，會在春秋兩季開出飄有清香的小白花，但不會結果，因此當地人又稱它為「香花樹」，據說那些樹具有靈性，不可以輕易冒犯。日治時期就曾有一個日本巡佐覺得那些花很好看，順手折了一枝帶回家，但回到家後卻腹痛不止，直到親自去七美人塚前謝罪才恢復。

## 樹種
根據記載和研究，七美人花的樹種應該是一葉萩，該樹種會在春末夏初時開出白色的小花。